# Norwegian Wood
Norwegian Wood (ノルウェイの森, Noruwei no Mori) é um romance do escritor japonês Haruki Murakami publicado em 1987. O romance é uma história nostálgica de perda. É contada da perspetiva de primeira-pessoa de Toru Watanabe, que olha para os seus dias de estudante universitário a viver em Tóquio. Pelas lembranças de Watanabe, os leitores veem-no a desenvolver relações com duas mulheres muito diferentes–a bonita mas emocionalmente perturbada Naoko, e a extrovertida, animada Midori.
O romance passa-se nos fins dos anos 60 em Tóquio durante um período onde os estudantes japoneses, como os de muitas outras nações, protestavam contra a ordem estabelecida. Enquanto serve como pano de fundo para os eventos que se desenrolam, Murakami (pelos olhos de Watanabe e Midori) retrata o movimento estudantil.
Murakami adaptou a primeira secção do romance de uma história curta antiga, "Firefly" (Vaga-lume). A história foi subsequentemente incluída na coleção Blind Willow, Sleeping Woman (Salgueiro Cego, Mulher Dormindo).
Norwegian Wood foi bastante popular com a juventude japonesa e fez Murakami uma espécie de super-estrela no seu país nativo (aparentemente muito para sua consternação na época).
O livro foi lançado no Brasil, pela editora Objetiva e, em Portugal, pela Civilização Editora.
Uma adaptação cinematográfica com o mesmo título foi lançada em 2010, dirigida por Tran Anh Hung.

## Título
O título original japonês, Noruwei no Mori, é a tradução padrão japonesa para o título da canção dos Beatles, "Norwegian Wood (This Bird Has Flown)". Esta canção é normalmente descrita no romance, e é a canção favorita da personagem Naoko. Mori no título japonês traduz para "wood" (madeira) no sentido de "floresta", não o material "madeira", mesmo que a letra da canção se refira à floresta. Cenas e imagens na floresta são significativos no romance. 

## Personagens
- Toru Watanabe (ワタナベ トオル, Watanabe Tōru) - o protagonista e narrador. Ele é um estudante universitário de Tóquio de habilidade média, formando-se em teatro sem razão ou convicção para o fazer. Ao contrário da maioria dos estudantes, ele interessa-se em literatura Ocidental, e em particular, americana. Ele era o melhor amigo de Kizuki, e desenvolve relações românticas com Naoko e, mais tarde, Midori.
- Naoko (直子, Naoko) - uma mulher bonita mas emocionalmente frágil que era a namorada de Kizuki, mas envolve-se com Watanabe depois da morte de Kizuki. A irmã mais velha de Naoko suicidou-se com 17 anos, que junto com o suicídio de Kizuki, tem um efeito duradouro na estabilidade emocional de Naoko e ela reside numa instituição psiquiátrica durante e maioria da história.
- Midore Kobayashi (小林 緑, Kobayashi Midori) - uma colega viva, extrovertida, e provocativa de Watanabe. Ela e a sua irmã ajudam o seu pai ausente a gerir uma pequena livraria depois da morte da mãe de cancro no cérebro. Ela originalmente tinha um namorado mas desenvolveu sentimentos por Watanabe quando o conhece melhor, pondo Watanabe numa situação difícil.
- Reiko Ishida (石田 玲子, Ishida Reiko) - uma paciente no asilo na montanha para que Naoko vai. Ela e Naoko são colegas de quarto e tornam-se amigas próximas. Uma pianista e guitarrista realizada, Reiko passou por problemas mentais durante a vida que lhe estragaram a carreira musical profissional e mais tarde o casamento. Ela tenta aconselhar Watanabe e Naoko na sua relação.
- Kizuki (キズキ, Kizuki) - o melhor amigo de Watanabe na secundária, e o primeiro namorado de Naoko. Suicidou-se aos 17 anos, o que teve efeitos duradouros em Watanabe e Naoko.
- Nagasawa (永沢, Nagasawa) - um estudante de diplomacia na Universidade de Tóquio cuja amizade  como Watanabe é desencadeado por um amor partilhado d' O Grande Gatsby. Nagasawa é excecionalmente carismático e complexo tanto nos seus ideais como relações pessoais. Watanabe rotineiramente acompanha Nagasawa em saídas para bares, onde eles arranjaram raparigas para casos de uma noite. Nagasawa nunca parece sentir muita culpa por estas transgressões sem ser admitir que a sua namorada, Hatsumi, merece melhor.
- Hatsumi (ハツミ, Hatsumi) - a namorada sofredora de Nagasawa. Uma mulher gentil por natureza, ela tenta aconselhar Watanabe, que está relutante em desabafar com ela ou Nagasawa. Dois anos depois de Nagasawa ir para a Alemanha, Hatsumi casa-se, só para se suicidar depois de outros dois anos. Esta notícia leva Watanabe a acabar a sua relação com Nagasawa.
- "Storm Trooper" (突撃隊, Totsugekitai) - o colega de quarto de Watanabe que é obcecado com limpeza, e se está a formar em cartografia em preparação para uma carreira no Instituto de Estudos Geográficos do Japão. O seu comportamento neurótico é uma fonte de irritação e troça entre os outros no dormitório. Mais tarde muda-se sem avisar, deixando o quarto só para Watanabe até ele sair do dormitório.
- Itoh - um estudante de arte que Watanabe conhece depois de sair do dormitório que partilhava com Nagasawa e Storm Trooper. Os dois partilham um amor por Boris Vian. Ele tem uma namorada na sua terra natal de Nagasaki, mas o desconforto dela com a carreira escolhida de Itoh leva-o a preocupar-se com a relação.
- Momoko "Momo" Kobayashi - irmã mais velha de Midori
- Mr. Kobayashi - pai viúvo de Midori. Midori inicialmente disse que ele tinha emigrado do Uruguai, mas mais tarde acaba por ser mentira; o Sr. Kobayashi estava na verdade num hospital em Tóquio, com cancro do cérebro. Quando Midori e Watanabe o visitam, Watanabe fica por um tempo a cuidar dele sozinho. Mais tarde morre, e as suas filhas vendem a livraria para se mudarem.

## Sinopse
Toru Watanabe de 37 anos está a aterrar em Hamburgo, Alemanha Ocidental, quando ele ouve um cover orquestral da música dos Beatles "Norwegian Wood". Repentinamente ele fica sobrecarregado com sentimentos de perda e nostalgia. Ele relembra os anos 60, quando tanto aconteceu que lhe tocou na vida.
Watanabe, o seu colega Kizuki e a namorada Naoko, são melhores amigos. Kizuki e Naoko são particularmente próximos e sentem como se fossem almas gémeas, e Watanabe parece mais feliz a ser o seu executor. Esta existência idílica é quebrada pelo suicídio inesperado de Kizuki no seu 17º aniversário. A morte de Kizuki toca profundamente nos dois amigos sobreviventes; Watanabe sente a influência da morte em todo o lado, enquanto Naoko sente como se uma parte integral dela estivesse permanentemente perdida. Os dois passam mais e mais tempo juntos dando longos passeios aos Domingos, embora sentimentos pelo outro nunca sejam clarificados neste intervalo. Na noite do aniversário de 20 anos de Naoko, ela sente-se especialmente vulnerável e eles têm sexo, durante o qual Watanabe apercebe-se que ela é virgem. Depois disso, Naoko deixa uma carta a Watanabe a dizer que ela precisa de tempo longe dele e vai desistir da universidade para ir para um sanatório.
Estes eventos são definidos num cenário de agitação civil. Os estudantes na universidade de Watanabe fazem greve e pedem por uma revolução. Sem explicação, os estudantes acabam a sua greve e agem como se nada tivesse acontecido, o que irrita Watanabe como um símbolo de hipocrisia.
Watanabe torna-se amigo de uma colega de teatro, Midori Kobayashi. Ela é tudo o que Naoko não é – extrovertida, vivaz, e supremamente confiante. Apesar do seu amor por Naoko, Watanabe encontra-se também atraído a Midori. Midori reciproca os sentimentos, e a sua amizade cresce durante a ausência de Naoko. Watanabe e Midori partilham um tipo de relação especial onde ambos se entendem.
Watanabe visita Naoko no seu sanatório isolado nas montanhas perto de Quioto. Lá conhece Reiko Ishida, uma doente mais velha que se tornou na confidente de Naoko. Durante esta e subsequentes visitas, Reiko e Naoko revelam mais dos seus passados: Reiko fala da causa do seu colapso em doença mental e detalha o falhanço do seu casamento, enquanto Naoko fala do suicídio inesperado da sua irmã mais velha anos atrás.
Quando volta para Tóquio, Watanabe é distraído pelos seus pensamentos contínuos sobre Naoko, e sem intenção aliena Midori mudando-se para um subúrbio sem a avisar. Ele escreve uma carta a Reiko, pedindo-lhe conselhos acerca da suas afeções conflituosas por tanto Naoko como Midori. Ele não quer magoar Naoko, mas também não quer perder Midori. Reiko aconselha-o a aproveitar esta oportunidade de felicidade e ver como a sua relação com Midori corre.
Uma carta posterior informa Watanabe que Naoko se suicidou. Watanabe, em luto e num transe, anda sem rumo pelo Japão, enquanto Midori – com quem ele não tem mantido contacto – pensa no que lhe aconteceu. Depois de um mês a vaguear, ele volta para a área de Tóquio e contacta Reiko, que vem do sanatório para o visitar. Reiko fica com Watanabe, e eles têm sexo. É por esta experiência e conversa íntima que ele percebe que Midori é a pessoa mais importante na sua vida. Depois de se despedir de Reiko, Watanabe liga a Midori para declarar o seu amor por ela. Midori pergunta, "Onde estás agora?", e o romance acaba com Watanabe a pensar na pergunta.

## Adaptação cinematográfica
Uma adaptação cinematográfica dirigida por Tran Anh Hung foi lançada no Japão em 2000. O filme é protagonizado por Kenichi Matsuyama como Watanabe, Rinko Kikuchi como Naoko, e Kiko Mizuhara como Midori. Foi apresentado no 67º Festival Internacional de Filme de Veneza. Jonny Greenwood compôs a trilha sonora do filme.
Locais usados no filme incluem o planalto de Tonomime, o planalto de Mineyama e a costa de Kasumi.